# Tarsistes philippii
Tarsistes philippii es una especie de peces de la familia Rhinobatidae en el orden de los Rajiformes.

## Hábitat
Es un pez de mar.

## Distribución geográfica
Se encuentra en las  costas de Chile.